# The Chieftains 4
The Chieftains 4 è il quarto album in studio del gruppo musicale irlandese The Chieftains, pubblicato nel 1973.

## Tracce
1. Drowsy Maggie – 4:00
2. Morgan Magan – 2:53
3. The Tip of the Whistle – 2:57
4. Bucks of Oranmore – 2:17
5. The Battle Of Aughrim – 7:36
6. The Morning Dew – 3:34
7. Carrickfergus (or Do Bhi Bean Uasal) – 2:49
8. Sláinte Bhreagh Hiulit (Hewlett) – 2:34
9. Cherish the Ladies – 2:29
10. Lord Mayo – 2:44
11. Mná na hÉireann (Women of Ireland) – 3:33
12. O'Keefe's Slide / An Suisin Ban (The White Blanket) / The Star Above the Garter / The Weaver's Slide – 3:39

## Formazione
- Paddy Moloney – uilleann pipes, tin whistle
- Michael Tubridy – flauti, concertina, tin whistle
- Martin Fay – fiddle, ossa
- Seán Potts – tin whistle
- Seán Keane – fiddle
- Peadar Mercier – bodhrán, ossa
- Derek Bell – arpa